# Geranium taebaek
Geranium taebaek là một loài thực vật có hoa trong họ Mỏ hạc. Loài này được S.J.Park & Y.S.Kim mô tả khoa học đầu tiên năm 1997.